# Kovács Gyula (vasúti felügyelő)
Kovács Gyula (Kézdivásárhely, 1852. április 26. – Budapest, 1903. március 15.) magyar királyi vasúti és hajózási főfelügyelő.

## Élete
Kovács Ábrahám (Ábris) ügyvéd és zágoni Bodola Anna fia. Gimnáziumi tanulmányait Sepsiszentgyörgyön és Nagyenyeden, a műegyetemet Budapesten 1874-ben végezte. 1876-ban nyert mérnöki oklevelet. A gyakorlati éveit a magyar keleti vasútnál és ennek államosítása után a magyar királyi államvasutaknál töltötte. Nagyobb tanulmányutakat tett 1878-ban a nyugati államokban, 1884-ben pedig a délkeleti országokban. 1889-ben és 1897-ben hivatalos kiküldetéssel utazott Olasz- és Görögországban, a Korinthoszi-csatorna építésénél. 1890-ben a kereskedelemügyi minisztériumban a vasúti és hajózási főfelügyelőséghez biztossá, 1893-ban főfelügyelővé nevezték ki. 1896. június 16-ná Budapesten házasságot között Szatyori Nagy Emmával, Szatyori Nagy János és Guggenberg Eurozina lányával.
Cikkei a Vasuti és Közlekedési Közlönyben (1888. észrevételek vicinális vasutaink fejlődéséről, felolvasás a magyar mérnök- és építész-egyletben kivonatban, bővebb kivonatban a Székely Nemzet 1887. 195. és 196. sz. Különösen a székely vasutaknak a Maros és Olt folyók mentén való fejlesztését fejtegeti); a Magyarország közgazdasági s közreműködési állapota ezeréves fennállásakor és az 1896. ezredéves kiállítás (szerk. Matlekovics Sándor VIII. Hazai vasutaink felépítménye és a felépítmény fejlődése).
A Magyarország vármegyéi és városai vállalkozás munkatársa és bizottságának tagja volt, felülvizsgálata az Abauj megye és Fiume című kötetekben a vasutak ismertetését.

## Munkái
- A vasuti felépítmény átalakítása. Bpest, 1890. (Különnyomat a Vasuti és Közlekedési Közlönyből, 50 arannyal jutalmazva.)
- Ipar, kereskedés, közlekedés. Uo. 1898. (A vasuti felépítmény története, az ezredéves kiállításon bemutatott felépítményi tárgyak és szakművek ismertetése, a singyártással együtt és a vasuti felépítmény jövőbeli fejlesztésének irányelveli.)
- A vasuti elépítmény fejlődéséről. Uo. 1899. (A hazai viszonyok szem előtt tartásával, különösen szilárdságtani vonatkozásaiban. Felolvastatott a magyar mérnök- és építész-egyletben 1898. jan. 21., kivonatban közölve a Vasuti és Közlekedési Közlönyben. Sajtó alatt: a m. mérnök- és építész-egylet ciclusos felolv. kiadásban.)